# カンヌ・マンドリュー宇宙センター

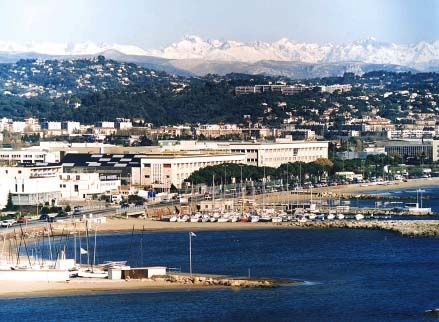
カンヌ・マンドリュー宇宙センター

カンヌ・マンドリュー宇宙センター（英: Cannes Mandelieu Space Center）は宇宙機の製造工場。フランスのカンヌとマンドリュー＝ラ＝ナプールの両方に位置する。1929年に航空機製造会社として始まり、第二次世界大戦後から宇宙機関係の業務が増え、現在では人工衛星がこのセンターの主製造物となっている。
このセンターはアエロスパシアルの人工衛星部門を経て、1998年にアルカテルスペース、2005年にアルカテル・アレーニア・スペース、そして2007年4月10日から現在はタレス・アレーニア・スペースの一部であり、同社の本部でもある。

## 主製造物

### 主契約業者として
- メテオサットの第1、第2世代シリーズ
- 通信衛星シリーズのバス機器。
- Globalstar's second-generation satellitesシリーズ
- O3b satellite constellationシリーズ
- 赤外線宇宙天文台
- ホイヘンス・プローブ
- 以下を含むPROTEUSシリーズ
  - COROT
  - ジェイソン1とジェイソン2
  - CALIPSO
- プランク
- ハーシェル宇宙望遠鏡

### 下請けとして
- フランスの軍事偵察衛星Helios-1とHelios-2のカメラ機器。
- IASI[2] - Metop搭載の干渉計
- ENVISATミッションに使用されるMERISカメラ